# Georginio Rutter
Georginio Rutter (Plescop, 20 aprile 2002) è un calciatore francese, attaccante del Brighton.

## Caratteristiche tecniche
È un centravanti molto tecnico e dinamico, è elegante nelle movenze e sa calciare con precisione con entrambi i piedi. Può essere impiegato anche da trequartista.

## Carriera

### Club

#### Gli inizi, Rennes
Nato in Francia da padre di origini martinicane e madre di origini riunionesi, cresce calcisticamente nel Ménimur e nel Vannes prima di approdare al Rennes nel 2017. L'8 agosto firma il suo primo contratto professionistico con il club rossonero e dieci giorni più tardi riceve la sua prima convocazione in occasione dell'incontro di Ligue 1 vinto 1-0 contro l'Angers, dove però rimane in panchina. Successivamente viene aggregato in pianta stabile alla squadra riserve, con cui debutta  il 25 agosto nel match di Championnat de France amateur 2 contro il Montagnarde; autore di 10 presenze al termine della stagione, trova la sua prima rete in quella seguente nel pareggio per 4-4 contro La Tour d'Auvergne.
Nel 2020 inizia ad allenarsi con la prima squadra con cui fa il suo esordio il 26 settembre rimpiazzando Eduardo Camavinga nei minuti di recupero del match vinto 3-0 contro il Saint-Étienne. L'8 dicembre seguente esordisce anche in Champions League subentrando nella ripresa e segnando all'86' il calcio di rigore del definitivo 1-3 contro il Siviglia.

#### Hoffenheim
In scadenza di contratto al termine della stagione e cercato da diversi club europei, il 1º febbraio 2021 viene ceduto a titolo definitivo ai tedeschi dell'Hoffenheim, con cui si lega fino al 2025.
Debutta con il club tedesco il 18 febbraio giocando i minuti finali dell'andata dei sedicesimi di finale di Europa League pareggiata 3-3 contro il Molde; tre giorni più tardi va a segno in Bundesliga nella vittoria casalinga per 4-0 sul Werder Brema.

#### Leeds Utd
Il 14 gennaio 2023 viene acquistato a titolo definitivo per 40 milioni di euro dal Leeds Utd. Non riesce a incidere nella seconda metà di stagione in un Leeds in difficoltà che viene retrocesso in Championship. Nella stagione 2023-2024 è tra i protagonisti della risalita del Leeds che chiude al terzo posto nella classifica regolare,perdendo poi i play-off in finale contro il Southampton per 1-0. L'attaccante francese segna 8 goal e serve ben 16 assist per i compagni in tutte le competizioni. Dopo 66 presenze e 8 reti, conclude la sua avventura al Leeds.

#### Brighton
Il 19 agosto 2024, dopo aver iniziato la stagione con il Leeds, viene acquistato a titolo definitivo dal Brighton, con cui sottoscrive un accordo quinquennale valido fino al 30 giugno 2029.

### Nazionale
Nel 2019 con la Nazionale under-17 francese prende parte al  campionato europeo ed al campionato mondiale di categoria, classificandosi terzo in quest'ultima competizione.

## Statistiche

### Presenze e reti nei club
Statistiche aggiornate al 20 agosto 2024.
| Stagione            | Squadra             | Campionato          | Campionato | Campionato | Coppe nazionali | Coppe nazionali | Coppe nazionali | Coppe continentali | Coppe continentali | Coppe continentali | Altre coppe | Altre coppe | Altre coppe | Totale | Totale | Totale |
| Stagione            | Squadra             | Comp                | Pres       | Reti       | Comp            | Pres            | Reti            | Comp               | Pres               | Reti               | Comp        | Pres        | Reti        | Pres   | Reti   |        |
| ------------------- | ------------------- | ------------------- | ---------- | ---------- | --------------- | --------------- | --------------- | ------------------ | ------------------ | ------------------ | ----------- | ----------- | ----------- | ------ | ------ | ------ |
| 2018-2019           | Rennes 2            | N3                  | 10         | 0          |                 | -               | -               |                    | -                  | -                  |             | -           | -           | 10     | 0      |        |
| 2019-2020           | Rennes 2            | N3                  | 10         | 4          |                 | -               | -               |                    | -                  | -                  |             | -           | -           | 10     | 4      |        |
| 2020-2021           | Rennes 2            | N3                  | 2          | 1          |                 | -               | -               |                    | -                  | -                  |             | -           | -           | 2      | 1      |        |
| Totale Rennes 2     | Totale Rennes 2     | Totale Rennes 2     | 22         | 5          |                 | -               | -               |                    | -                  | -                  |             | -           | -           | 22     | 5      |        |
| 2020-gen. 2021      | Rennes              | L1                  | 4          | 0          | CF              | 0               | 0               | UCL                | 1                  | 1                  |             | -           | -           | 5      | 1      |        |
| 2020-2021           | Hoffenheim II       | RL                  | 6          | 2          |                 | -               | -               |                    | -                  | -                  |             | -           | -           | 6      | 2      |        |
| gen.-giu. 2021      | Hoffenheim          | BL                  | 9          | 1          | CG              | 0               | 0               | UEL                | 2                  | 0                  |             | -           | -           | 11     | 1      |        |
| 2021-2022           | Hoffenheim          | BL                  | 33         | 8          | CG              | 3               | 0               |                    | -                  | -                  |             | -           | -           | 36     | 8      |        |
| 2022-gen. 2023      | Hoffenheim          | BL                  | 15         | 2          | CG              | 2               | 0               |                    | -                  | -                  |             | -           | -           | 17     | 2      |        |
| Totale Hoffenheim   | Totale Hoffenheim   | Totale Hoffenheim   | 57         | 11         |                 | 5               | 0               |                    | 2                  | 0                  |             | -           | -           | 64     | 11     |        |
| gen.-giu. 2023      | Leeds Utd           | PL                  | 11         | 0          | FACup+CdL       | 2+0             | 0               | -                  | -                  | -                  | -           | -           | -           | 13     | 0      |        |
| 2023-2024           | Leeds Utd           | FLC                 | 45+3       | 6+1        | FACup+CdL       | 2+1             | 1+0             | -                  | -                  | -                  | -           | -           | -           | 51     | 8      |        |
| lug.-ago. 2024      | Leeds Utd           | FLC                 | 1          | 0          | FACup+CdL       | 0+1             | 0+0             | -                  | -                  | -                  | -           | -           | -           | 2      | 0      |        |
| Totale Leeds United | Totale Leeds United | Totale Leeds United | 60         | 7          |                 | 6               | 1               |                    | -                  | -                  |             | -           | -           | 66     | 8      |        |
| ago. 2024-2025      | Brighton            | PL                  | 21         | 4          | FACup+CdL       | 1               | 1               | -                  | -                  | -                  | -           | -           | -           | 22     | 5      |        |
| Totale carriera     | Totale carriera     | Totale carriera     | 171        | 29         |                 | 12              | 2               |                    | 3                  | 1                  |             | -           | -           | 186    | 32     |        |

### Cronologia presenze e reti in nazionale

#### Under-17
| Cronologia completa delle presenze e delle reti in nazionale ― Paesi Bassi under 17 | Cronologia completa delle presenze e delle reti in nazionale ― Paesi Bassi under 17 | Cronologia completa delle presenze e delle reti in nazionale ― Paesi Bassi under 17 | Cronologia completa delle presenze e delle reti in nazionale ― Paesi Bassi under 17 | Cronologia completa delle presenze e delle reti in nazionale ― Paesi Bassi under 17 | Cronologia completa delle presenze e delle reti in nazionale ― Paesi Bassi under 17 | Cronologia completa delle presenze e delle reti in nazionale ― Paesi Bassi under 17 | Cronologia completa delle presenze e delle reti in nazionale ― Paesi Bassi under 17 |
| Data                                                                                | Città                                                                               | In casa                                                                             | Risultato                                                                           | Ospiti                                                                              | Competizione                                                                        | Reti                                                                                | Note                                                                                |
| ----------------------------------------------------------------------------------- | ----------------------------------------------------------------------------------- | ----------------------------------------------------------------------------------- | ----------------------------------------------------------------------------------- | ----------------------------------------------------------------------------------- | ----------------------------------------------------------------------------------- | ----------------------------------------------------------------------------------- | ----------------------------------------------------------------------------------- |
| 25-10-2018                                                                          | Ząbki                                                                               | Francia under 17                                                                    | 4 – 0                                                                               | Lussemburgo under 17                                                                | Qual. Europeo Under-17 2019                                                         | -                                                                                   |                                                                                     |
| 28-10-2018                                                                          | Varsavia                                                                            | Francia under 17                                                                    | 2 – 1                                                                               | Finlandia under 17                                                                  | Qual. Europeo Under-17 2019                                                         | -                                                                                   |                                                                                     |
| 31-10-2018                                                                          | Ząbki                                                                               | Polonia under 17                                                                    | 1 – 3                                                                               | Francia under 17                                                                    | Qual. Europeo Under-17 2019                                                         | -                                                                                   | 61’                                                                                 |
| 26-3-2019                                                                           | Stara Pazova                                                                        | Svezia under 17                                                                     | 0 – 2                                                                               | Francia under 17                                                                    | Qual. Europeo Under-17 2019                                                         | -                                                                                   | 67’                                                                                 |
| 29-3-2019                                                                           | Stara Pazova                                                                        | Francia under 17                                                                    | 1 – 0                                                                               | Serbia under 17                                                                     | Qual. Europeo Under-17 2019                                                         | -                                                                                   | 90’                                                                                 |
| 1-4-2019                                                                            | Zemun                                                                               | Francia under 17                                                                    | 3 – 0                                                                               | Slovenia under 17                                                                   | Qual. Europeo Under-17 2019                                                         | -                                                                                   | 46’                                                                                 |
| 3-5-2019                                                                            | Longford                                                                            | Inghilterra under 17                                                                | 1 – 1                                                                               | Francia under 17                                                                    | Europeo Under-17 2019 - 1º turno                                                    | -                                                                                   |                                                                                     |
| 6-5-2019                                                                            | Dublino                                                                             | Francia under 17                                                                    | 4 – 2                                                                               | Svezia under 17                                                                     | Europeo Under-17 2019 - 1º turno                                                    | 1                                                                                   |                                                                                     |
| 9-5-2019                                                                            | Dublino                                                                             | Francia under 17                                                                    | 2 – 0                                                                               | Paesi Bassi under 17                                                                | Europeo Under-17 2019 - 1º turno                                                    | -                                                                                   | 62’ 69’                                                                             |
| 12-5-2019                                                                           | Dublino                                                                             | Francia under 17                                                                    | 6 – 1                                                                               | Rep. Ceca under 17                                                                  | Europeo Under-17 2019 - Quarti di finale                                            | -                                                                                   | 46’                                                                                 |
| 16-5-2019                                                                           | Dublino                                                                             | Francia under 17                                                                    | 1 – 2                                                                               | Italia under 17                                                                     | Europeo Under-17 2019 - Semifinali                                                  | -                                                                                   |                                                                                     |
| 27-10-2019                                                                          | Goiânia                                                                             | Francia under 17                                                                    | 2 – 0                                                                               | Cile under 17                                                                       | Mondiali Under-17 2019 - 1º turno                                                   | -                                                                                   | 72’                                                                                 |
| 30-10-2019                                                                          | Goiânia                                                                             | Corea del Sud under 17                                                              | 1 – 3                                                                               | Francia under 17                                                                    | Mondiali Under-17 2019 - 1º turno                                                   | -                                                                                   | 76’                                                                                 |
| 2-11-2019                                                                           | Goiânia                                                                             | Haiti under 17                                                                      | 0 – 2                                                                               | Francia under 17                                                                    | Mondiali Under-17 2019 - 1º turno                                                   | 2                                                                                   | 46’                                                                                 |
| 7-11-2019                                                                           | Goiânia                                                                             | Francia under 17                                                                    | 4 – 0                                                                               | Australia under 17                                                                  | Mondiali Under-17 2019 - Ottavi di finale                                           | -                                                                                   | 71’                                                                                 |
| 11-11-2019                                                                          | Goiânia                                                                             | Spagna under 17                                                                     | 1 – 6                                                                               | Francia under 17                                                                    | Mondiali Under-17 2019 - Quarti di finale                                           | 1                                                                                   | 84’                                                                                 |
| Totale                                                                              |                                                                                     | Presenze                                                                            | 16                                                                                  |                                                                                     | Reti                                                                                | 4                                                                                   |                                                                                     |